# Erik Nissen
Erik Nissen er en tidligere dansk atlet og politiassistent.
Erik Nissen var medlem af AGF frem til 1950 derefter i Politiets Idrætsforening og fra 1954 Aarhus Fremad. Han vandt fem danske meterskaber; to i højdespring 1952 og 1953 og tre på 110 meter hæk 1950, 1952 og 1954.

## Danske mesterskaber
- Bronze 1958 110 meter hæk 15.7
- Bronze 1957 110 meter hæk 15.4
- Bronze 1957 Højdespring 1,75
- Sølv 1956 110 meter hæk 15.2
- Sølv 1955 110 meter hæk 15.3
- Bronze 1955 Højdespring 1,80
- Guld 1954 110 meter hæk 15.3
- Guld 1953 Højdespring 1,85
- Sølv 1953 110 meter hæk 15.4
- Guld 1952 110 meter hæk 14.9
- Guld 1952 Højdespring 1,80
- Sølv 1951 Højdespring 1,85
- Guld 1950 110 meter hæk 15.3
- Bronze 1949 110 meter hæk 15.6
- Bronze 1949 Højdespring 1,80
- Bronze 1948 110 meter hæk 15.6
- Bronze 1948 Højdespring 1,75
- Sølv 1947 110 meter hæk 15.6
- Bronze 1947 Højdespring 1,85
- Sølv 1946 110 meter hæk 16.1
- Bronze 1946 Højdespring 1,80